# Madonna dell'Apparizione

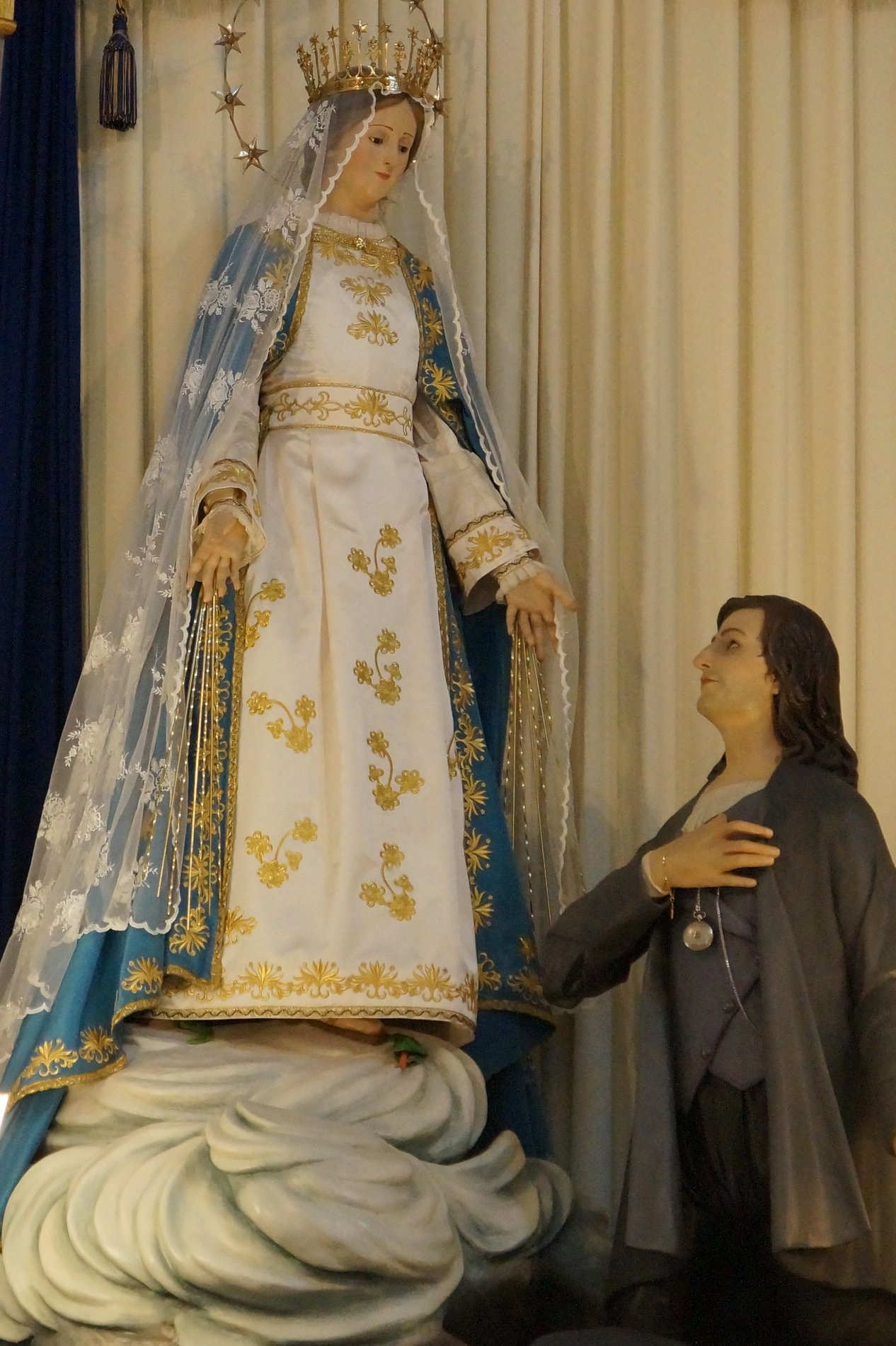
Madonna dell'Apparizione o del Medico

Madonna dell'Apparizione, Maria Santissima dell'Apparizione o Madonna del Medico sono i titoli di un'apparizione mariana che sarebbe avvenuta nel territorio di Trani tra il XV e il XVI secolo. All'evento sono dedicati anche un'icona sacra, una statua e un santuario.

## Tradizione

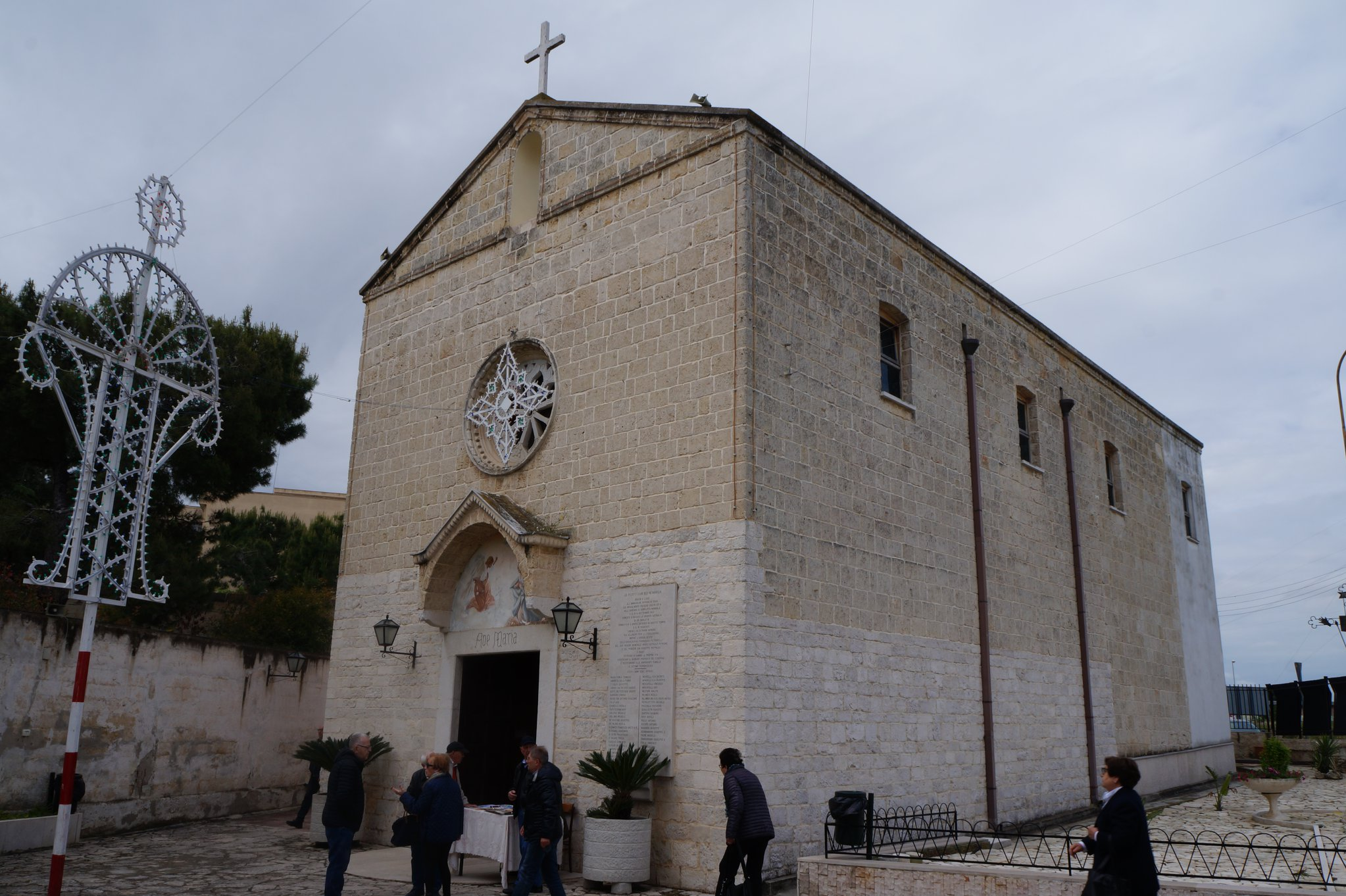
Santuario dedicato a Maria Santissima dell'Apparizione

La datazione è incerta: la didascalia dell'icona riporta il 1509, nel 1529 secondo un'antica lapide, date che in realtà farebbero riferimento alla metà del XV secolo e all'epidemia di peste del 1448-49. Secondo la tradizione, mentre la peste stava colpendo Trani e il suo circondario, un medico tranese, Pascariello Macchia, in fuga verso la vicina città di Andria, avrebbe invocato la Madonna presso un sacellum, una chiesta rupestre. La Madonna sarebbe apparsa al dottore, invitandolo a tornare nella propria città per compiere il suo lavoro, tracciando sulla fronte degli appestati un segno di croce con la saliva. Grazie a questo intervento soprannaturale, l'epidemia di peste sarebbe rientrata e i tranesi sarebbero diventati devoti a questa manifestazione mariana.

## Iconografia e culto

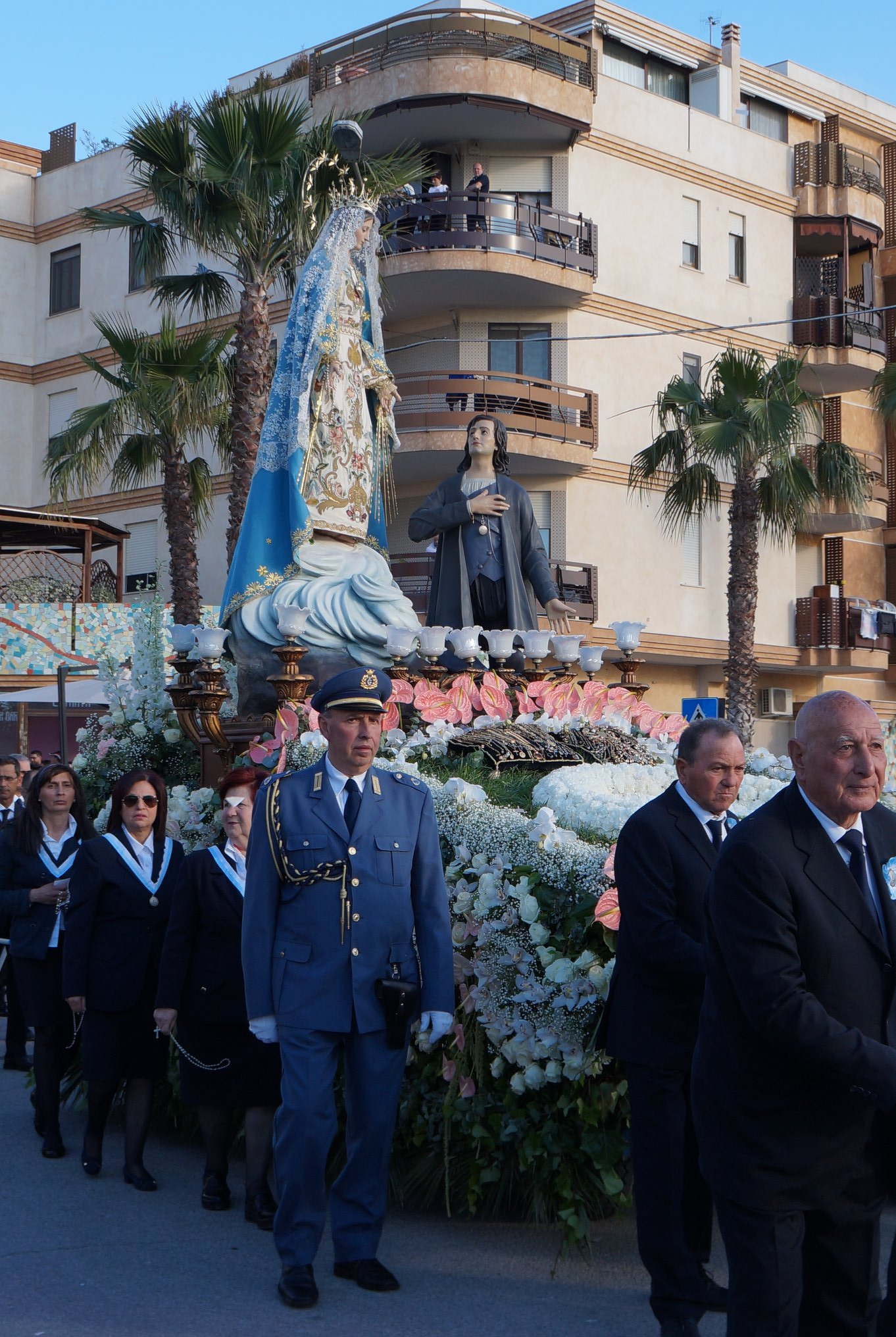
Processione mariana in onore della Madonna del Medico

Fu realizzata un'icona rappresentante Maria con il mantello aperto a proteggere la città, corredato da una didascalia in latino per la spiegazione dell'episodio. Sarebbe conservata nel palazzo dell'arcivescovo di Trani o nella sacrestia della Cattedrale di Trani.
Nel 1656 la Civica Amministrazione di Trani compì il voto pubblico di consacrarsi al Cuore Immacolato di Maria, perché liberasse la città dalla peste.
Sul luogo della presunta visione, al posto del sacellum (o di una semplice edicola), fu edificata una chiesa dedicata al santissimo Crocifisso. Originariamente una modesta cappella, venne ampliata grazie agli sforzi di monsignor Nicola Altobello, che chiamò a raccolta i fedeli per salvarla da frequenti inondazioni e per metterla a nuovo; si fece promotore dell'elevazione dell'edificio a santuario diocesano presso il vescovo Francesco Petronelli.
Nel 1912 don Giuseppe Rossi richiese al Capitolo Cattedrale una rappresentazione scultorea del dipinto, che fu realizzata per il santuario della Madonna del Medico.
Con decreto arcivescovile, datato 1934, il mons. Giuseppe Maria Leo intitolò Trani «Città di Maria».  
Circa cinque secoli dopo il miracolo, avvenne l'incoronazione dell'icona della Madonna del Medico. Il 5 giugno 2005, in occasione del cinquantenario dell'incoronazione, il cardinale José Saraiva Martins cinse la testa della Madonna dell'Apparizione con una nuova corona d'oro.
Il 15 aprile 2020 l'arcivescovo di Trani, Leonardo D'Ascenzo, presiedette una messa a porte chiuse nel Santuario dell'Apparizione, per invocare il soccorso della Vergine per la pandemia di COVID-19 in corso.